# Marko Muslin
Marko Muslin (né le 17 juin 1985 à Brest) est un footballeur franco-serbe. 
Fils de Slavo Muslin, Marko évolue en tant que milieu de terrain.
Marko Muslin a joué deux matchs en Ligue 1, cinq matchs en 1re division néerlandaise et 26 matchs en 1re division belge.